# Parametr heterogeniczności
Parametr heterogeniczności to używana w adsorpcji niezbyt precyzyjna nazwa określająca parametr izotermy adsorpcji, związany z heterogenicznością (niejednorodnością) adsorbentu - energetyczną lub strukturalną. W zależności od równania izotermy, mała wartość parametru heterogeniczności może oznaczać małą lub dużą dyspersję energii adsorpcji. Np.:
- izoterma GL oraz inne z nią związane izotermy: LF, GF i Tótha - parametry heterogeniczności:

0< m,n ≤ 1 - mała wartość oznacza wysoką heterogeniczność,
- izoterma Freundlicha - w zależności od sformułowania równania:
  - a = k pn - małe n to wysoka niejednorodność
  - a = k p1/n' - małe n' to niska niejednorodność

Lepszą miarą niejednorodności (poza pełną informacją zawartą w rozkładzie energii adsorpcji) jest dyspersja energii adsorpcji. Pozwala ona porównywać w ogólny sposób parametry różnych równań izoterm adsorpcji.